# 庫利亞瓦
50°9′18″N 23°59′14″E / 50.15500°N 23.98722°E
庫利亞瓦（烏克蘭語：Кулява），是烏克蘭西部的村莊，隸屬利維夫州的利維夫區。該村面積16.5平方公里，2001年人口629，人口密度每平方公里38.12人。